# أيزابيل ويرث
أيزابيل ويرث (Isabell Werth) هي لاعبة أولمبية لرياضة الفروسية من ألمانيا. شاركت في الأولمبياد الصيفي في 1992–2008، وفازت بما مجموعه 8 ميداليات.

## الميداليات
| ذهب | فضة | برونز | المجموع |
| 5   | 3   | 0     | 8       |

## روابط خارجية
- أيزابيل ويرث على موقع الاتحاد الدولي للفروسية (الإنجليزية)
- أيزابيل ويرث على موقع FEI (رابط بديل) (الإنجليزية)
- أيزابيل ويرث على موقع اللجنة الأولمبية الدولية (الإنجليزية)
- أيزابيل ويرث على موقع أوليمبيديا (الإنجليزية)
- أيزابيل ويرث على موقع اللجنة الأولمبية الألمانية (الألمانية)